# Herbert Callen
Herbert Bernard Callen (Filadélfia, 1919 — 22 de maio de 1993) foi um físico estadunidense. É conhecido pela autoria do livro texto Thermodynamics and an Introduction to Thermostatistics. Durante a Segunda Guerra Mundial foi convocado a desenvolver estudos teóricos dos princípios fundamentais para o esforço do desenvolvimento da Bomba Atômica.